# Großes Engelsmeer

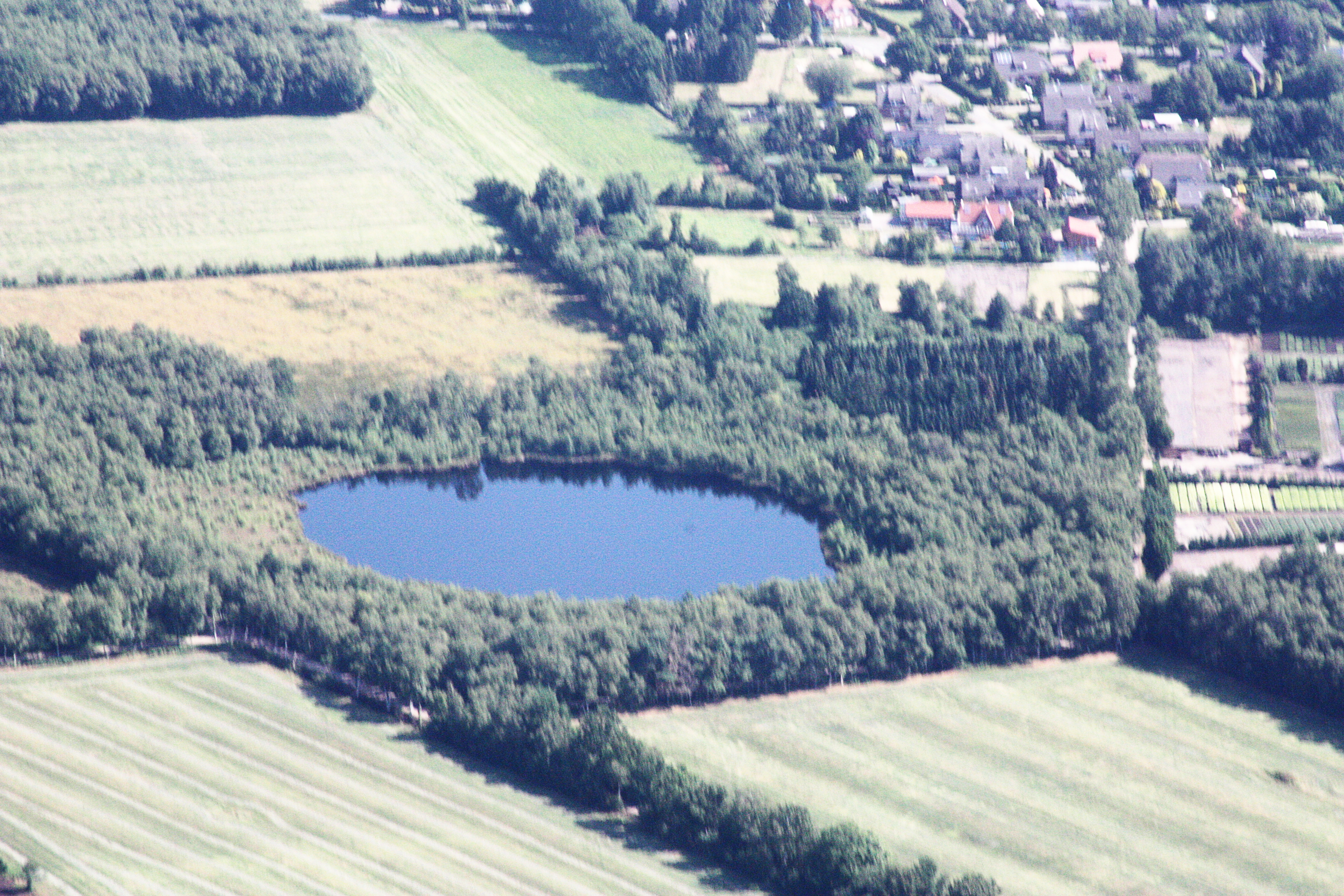
Luftbild des Großen Engelsmeeres, Juli 2010

Das Große Engelsmeer ist ein unter Naturschutz stehender See in der niedersächsischen Gemeinde Bad Zwischenahn im Landkreis Ammerland. Der See befindet sich südlich der Bahnstrecke Oldenburg–Leer im Ortsteil Kayhauserfeld.
Das Naturschutzgebiet mit dem Kennzeichen NSG WE 068 ist 1,7 Hektar groß. Das Große Engelsmeer ist ein Moorsee, der sich in einem entwässerten Hochmoor befindet. Um den See wächst Birkenwald.
Das Gebiet steht seit dem 8. Januar 1939 unter Naturschutz. Zuständige untere Naturschutzbehörde ist der Landkreis Ammerland.